# 哈尔苏德
哈尔苏德（Harsud），是印度中央邦East Nimar县的一个城镇。总人口15869（2001年）。

## 人口
该地2001年总人口15869人，其中男性8301人，女性7568人；0—6岁人口2282人，其中男1149人，女1133人；识字率69.34%，其中男性为77.11%，女性为60.82%。